# 미성중학교
미성중학교(美星中學校)는 대한민국 서울특별시 관악구 신림동에 있는 공립 중학교이다.

## 학교 연혁
- 1984년 1월 9일 : 미성중학교 설립인가 (36학급)
- 1984년 3월 1일 : 초대 김순호 교장 취임
- 1984년 3월 5일 : 신입생 12학급 입학 (795명)
- 1984년 5월 17일 : 개교
- 1987년 2월 13일 : 제1회 졸업식
- 2010년 12월 22일 : 본교 미성관(체육관) 개관
- 2023년 1월 7일 : 제37회 졸업식 (남 53명, 여 107명 총 160명, 졸업생 총 15,085명)
- 2023년 3월 1일 : 제16대 노혜정 교장 취임
- 2023년 3월 2일 : 제40회 입학식 (남 52명, 여 89명 총 141명)

## 참고 자료
- 미성중학교 - 한국교육학술정보원 학교알리미